# Денисов, Василий Иванович
Васи́лий Ива́нович Дени́сов (1862, Царство Польское, Российская империя — 1 мая 1922, Загорск, РСФСР) — художник-символист: пейзажи, декоративные панно, портреты, фантастические композиции; сценограф.

## Биография
Родился в семье священника 1 (13) января 1862 года в Замостье Люблинской губернии в Царстве Польском.
В 1880 году окончил по классу валторны Варшавский институт музыки. В начале 1890-х годов переселился в Москву, где стал работать в оркестре Русской частной оперы С. И. Мамонтова. После её закрытия состоял на службе в оркестре Русского драматического театра Ф. А. Корша. Одновременно, с 1895 года начал самостоятельно заниматься живописью. В 1897–1898 годах обучался живописи в частной мастерской К. А. Коровина, в 1899—1900 годах — в школе Е. П. Званцевой и А. А. Хотяинцевой у К. А. Коровина, В. А. Серова, Н. П. Ульянова.
С 1894 года принимал участие в выставках Московского общества любителей художеств (до 1899, с перерывами), с 1901 года — в выставках Московского товарищества художников, с 1905 года входил в состав членов Товарищества. С 1903 года участвовал в выставках объединения художников «Мира искусства». Тогда же сблизился с мастерами объединения «Голубая роза», творчество которых оказало значительное влияние на формирование его индивидуального стиля. Начал создавать фантастические композиции в духе символизма. В 1905 году прошла его совместная с Н. П. Ульяновым выставка в Дрездене. 
Во второй половине 1890-х — начале 1900-х занимал должность художника в Итальянской опере и Оперном театре С. И. Зимина. К работе в театре был привлечен В. Э. Мейерхольдом. Использовал в сценографии основные приемы своей живописи — плоскостно-декоративные панно с «панперспективной композицией» (элемент созданного им художественного метода). Его стилистика отвечала принципам «условного» театра Мейерхольда этих лет, его обращению к символистской драматургии. Художник работал над оформлением постановок в Театре-студии на Поварской: «Снег» С. Пшибышевского и «Комедия любви» Г. Ибсена (1905); в Театре В. Ф. Комиссаржевской (Санкт-Петербург): «Вечная сказка» Пшибышевского (1906), «Пеллеас и Мелисанда» М. Метерлинка, «Пробуждение весны» Ф. Ведекинда, «Победа смерти» Ф. К. Сологуба, «Комедия любви» (новый вариант), все — 1907 г. Оформил спектакли Введенского народного дома в Москве («Снегурочка» и «Василиса Мелентьева» А. Н. Островского и С. А. Гедеонова, 1906). Оформлял также оперные спектакли. Его рукопись «К театру Мейерхольда» хранится в архиве Государственного центрального театрального музея им. А. А. Бахрушина в Москве.
В 1906—1907 годах принимал участие в выставках русского искусства, организованных С. П. Дягилевым в Париже и Берлине. В 1909—1910 годах выставлялся в Салоне В. А. Издебского, в 1911 и 1913 годах — в «Московском салоне». После смерти М. А. Врубеля создал ряд графических композиций по мотивам картины «Демон поверженный», получивших название «Памяти Врубеля». В 1910 году состоялась первая персональная выставка художника в Москве. 
В 1912 году путешествовал вместе с С. Т. Конёнковым, И. Ф. Рахмановым и А. Ф. Микули по Греции и Малой Азии. В том же году в московском художественном бюро Н. Е. Добычиной состоялась совместная выставка Денисова и Розы Рюсс, в 1915 году прошла его персональная выставка в галерее Н. Е. Добычиной в Петрограде. 
В 1913–1915 года В. И. Денисов работал в Санкт-Петербургском (Петроградском) Театре музыкальной драмы. Оформил литературно-художественный сборник «1914 год». В 1917 году его акварели демонстрировались на персональной выставке в салоне «Единорог».
После Октябрьской революции 1917 года он был привлечён к созданию плакатов и панно для торжественных съездов и заседаний в Большом театре. В 1920 году вместе с Конёнковым и своим сыном, В. В. Денисовым, оформил театрализованное представление «Самсон-победитель» в Первом Госцирке на Цветном бульваре в Москве. В 1919—1921 годах сотрудничал с театром Генриетты Паскар. 
В 1919 году жил в Липецке; в 1921 году переехал в Загорск, где и умер 1 мая 1922 года.

## Работы
В. И. Денисов создавал визионерские композиции большого формата (близкие декоративным панно), отразившие его увлечение искусством итальянского Раннего Возрождения; в Государственной Третьяковской галерее находятся его работы — «Грех» (из цикла «Из песен Рая», 1901—1902), «Вестник Победы» (1915), в Государственном Русском музее — «Скорбь (Джотто)» (1904), «Пророк» (1912). Его произведения находятся также в ряде музейных и частных собраний. 
- «Плотина»
- «Русь»
- «Берёзки на Волге»
- «Грех»
- «Разлив Волги»
- «Осень»
- «Саломея»
- «Иней»
- «Самсон»
- «Портрет дочери»
- «Падший Демон. Памяти Врубеля»
- «Портрет Н. Н. Яковлева»
- «Воспоминание о Греции»
- «Автопортрет»
- «Заря»
- «Берёзы»
- «Борьба добра со злом»

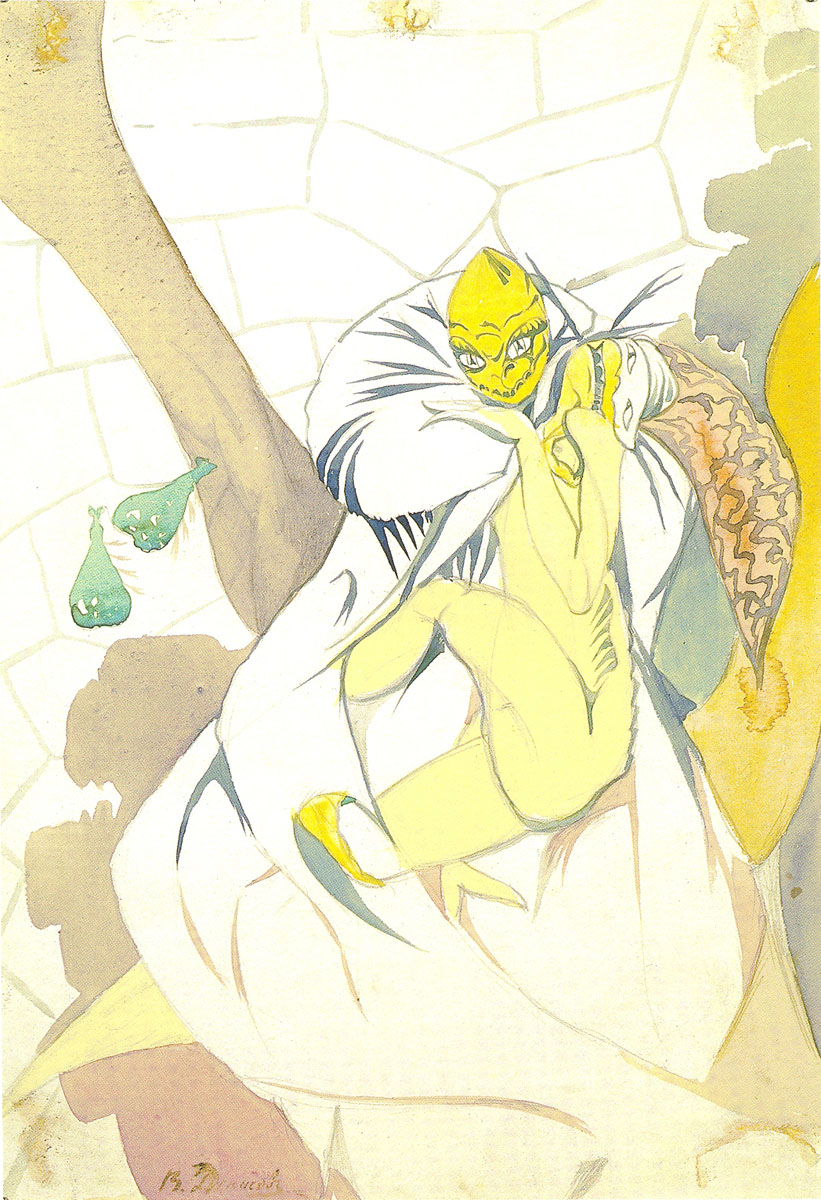
Объятья в масках (акварель), частная коллекция
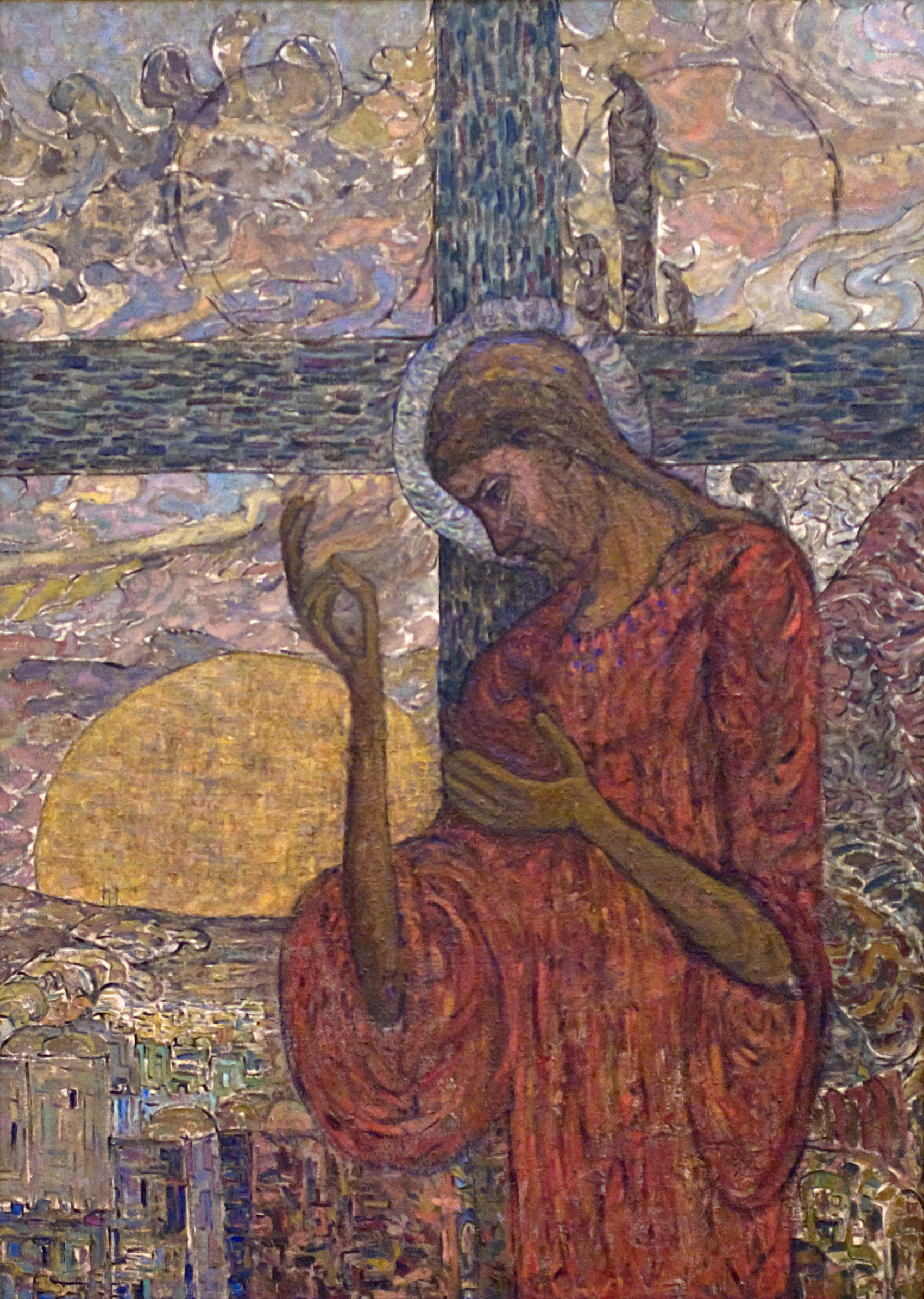
Скорбь (Джотто) (1904), Русский Музей
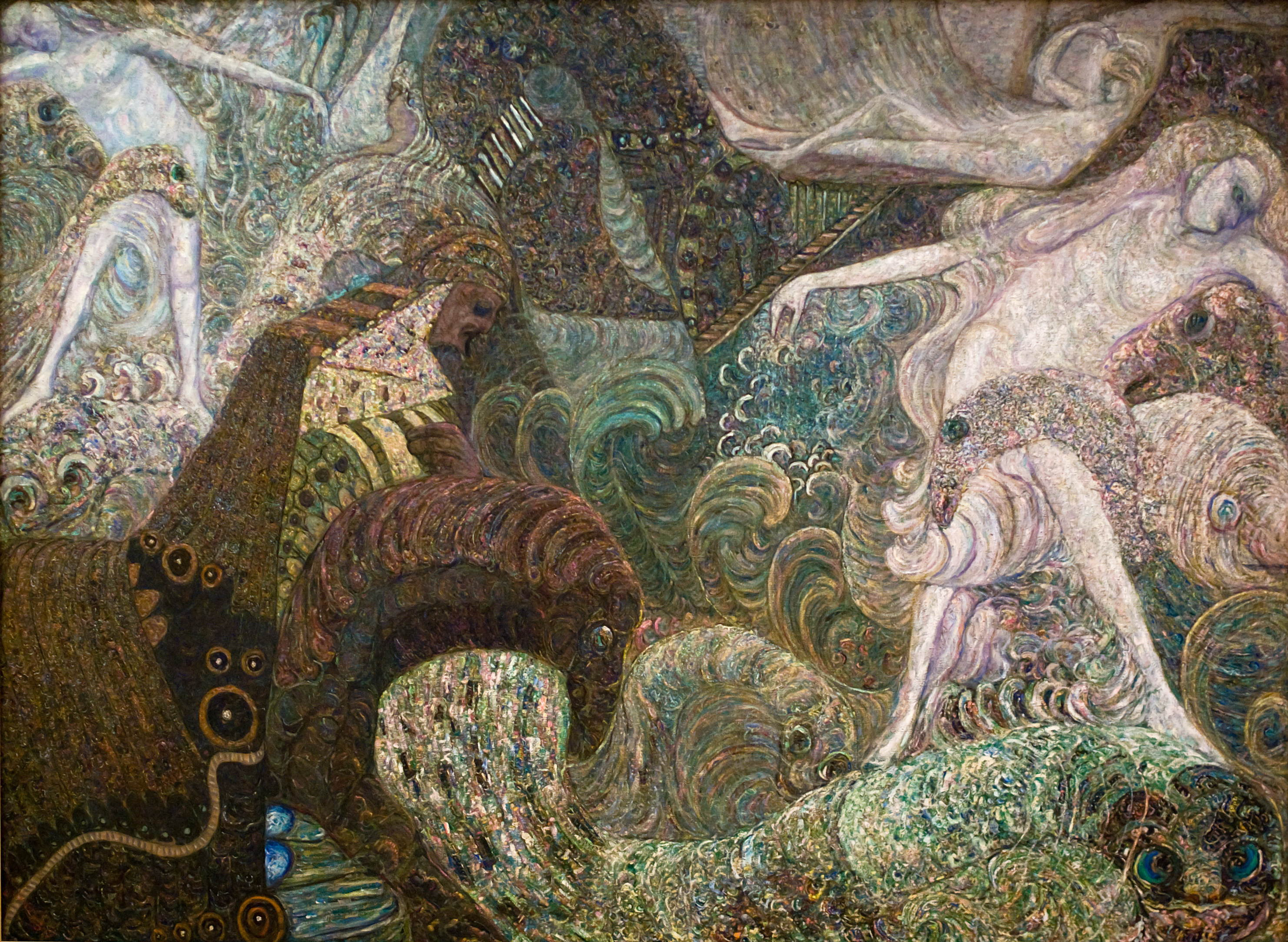
Морское дно (1907), Русский Музей